# I. e. 274
Évszázadok: i. e. 4. század – i. e. 3. század – i. e. 2. század
Évtizedek: i. e. 320-as évek – i. e. 310-es évek – i. e. 300-as évek – i. e. 290-es évek – i. e. 280-as évek – i. e. 270-es évek – i. e. 260-as évek – i. e. 250-es évek – i. e. 240-es évek – i. e. 230-as évek – i. e. 220-as évek
Évek: i. e. 279 – i. e. 278 – i. e. 277 – i. e. 276 –  i. e. 275 – i. e. 274 – i. e. 273 – i. e. 272 – i. e. 271 – i. e. 270 – i. e. 269

## Események

### Hellenisztikus birodalmak
- Pürrhosz visszaér Épeiroszba és hogy hadseregét finanszírozni tudja, Makedóniára támad. Egy szűk szorosban legyőzi II. Antigonosz király gallokból álló elővédjét és elefántjait; a makedón falanx ezután átáll hozzá. Pürrhosz megszállja Felső-Makedóniát és Thesszáliát; Antigonosz kezén csak a tengerparti városok maradnak.
- Az egyiptomi II. Ptolemaiosz hadjáratot indít a Szeleukida Birodalom ellen Szíria elfoglalására. Megkezdődik az első szíriai háború.
- A kürénéi Magasz a szeleukida I. Antiokhosszal szövetkezik és feleségül veszi annak lányát, Apamát. Magasz nyugatról támad Egyiptomra, de vissza kell fordulnia mert a líbiai nomád marmaridák fellázadnak.

### Róma
- Az előző évi consult, Manlius Curius Dentatust és Servius Cornelius Merendát választjál consulnak. M. Curius győzelmet arat a lucanusok felett.

## Fordítás
- Ez a szócikk részben vagy egészben  a(z)   274 BC című angol Wikipédia-szócikk ezen változatának fordításán alapul.  Az eredeti cikk szerkesztőit annak laptörténete sorolja fel. Ez a jelzés csupán a megfogalmazás eredetét és a szerzői jogokat jelzi, nem szolgál a cikkben szereplő információk forrásmegjelöléseként.